# Тууш
Туу́ш (укр. Тууш, крымскотат. Tuvuş, Тувуш) — исчезнувшее село в Кировском районе Республики Крым, располагавшееся на юго-западе района, в предгорье Внутренней гряды Крымских гор на правом берегу реки Мокрый Индол, примерно у северной окраины современного села Долинное.

## История
Первое документальное упоминание села встречается в Камеральном Описании Крыма… 1784 года, судя по которому, в последний период Крымского ханства Тууш входил в Ширинский кадылык Кефинского каймаканства. После присоединения Крыма к России (8) 19 апреля 1783 года, (8) 19 февраля 1784 года, именным указом Екатерины II сенату, на территории бывшего Крымского Ханства была образована Таврическая область и деревня была приписана к Левкопольскому, а после ликвидации в 1787 году Левкопольского — к Феодосийскому уезду Таврической области. После Павловских реформ, с 1796 по 1802 год, входила в Акмечетский уезд Новороссийской губернии. По новому административному делению, после создания 8 (20) октября 1802 года Таврической губернии, Тоуш был включён в состав Байрачской волости Феодосийского уезда.
По Ведомости о числе селений, названиях оных, в них дворов… состоящих в Феодосийском уезде от 14 октября 1805 года , в деревне Тоуш числилось 10 дворов и 101 житель крымский татарин. На военно-топографической карте генерал-майора Мухина 1817 года деревня Тууш обозначена с 21 двором. После реформы волостного деления 1829 года Тууш, согласно «Ведомости о казённых волостях Таврической губернии 1829 года», отнесли к Учкуйской волости (переименованной из Байрачской). Затем, видимо, вследствие эмиграции крымских татар в Турцию, деревня заметно опустела и на карте 1836 года в деревне 3 двора, а на карте 1842 года Тууш обозначен условным знаком «малая деревня», то есть, менее 5 дворов.
В 1860-х годах, после земской реформы Александра II, деревню приписали к Салынской волости. Согласно «Списку населённых мест Таврической губернии по сведениям 1864 года», составленному по результатам VIII ревизии 1864 года, Тууш — владельческая греческая деревня с 4 дворами и 18 жителями при речке Мокром Эндоле видимо, заселённый беженцами из Османской империи ещё до реформы. На трёхверстовой карте Шуберта 1865—1876 года обозначен господский двор Тууш, без указания числа дворов. По «Памятной книге Таврической губернии 1889 года», по результатам Х ревизии 1887 года, в деревне Тууш-Джанкой числилось 10 дворов и 72 жителя.
После земской реформы 1890-х годов деревню приписали к Цюрихтальской волости. В «…Памятной книжке Таврической губернии на 1892 год» в списке экономий и разорённых деревень, жители коих живут в разных местах числится Тууш. В дальнейшем в доступных источниках не встречается.

### Динамика численности населения
- 1805 год — 101 чел.[12]
- 1864 год — 18 чел.[18]
- 1889 год — 72 чел.[21]
- 1892 год — 0 чел.[23]